# سید کیمپتون
سید کیمپتون (انگلیسی: Sid Kimpton; ۱۲ اوت ۱۸۸۷ – ۱۵ فوریهٔ ۱۹۶۸) بازیکن فوتبال و مربی فوتبال اهل بریتانیا بود.
از باشگاه‌هایی که در آن بازی کرده‌است می‌توان به باشگاه فوتبال ساوت‌همپتون اشاره کرد.